# Exorista puella
Exorista puella är en tvåvingeart som beskrevs av Johann Wilhelm Meigen 1838. Exorista puella ingår i släktet Exorista och familjen parasitflugor. Inga underarter finns listade i Catalogue of Life.